# Josep Trenchs i Òdena
Josep Trenchs i Òdena (Vilallonga del Camp, 1 d'abril de 1942 - Barcelona, 9 d'abril de 1991) fou catedràtic de paleografia i diplomàtica a la Universitat de València, i també bibliotecari i arxiver.

## Biografia
Vinculat a Salvador Vilaseca i Anguera, director del Museu Municipal de Reus, el seu interès per les interès per les ciències històriques el porta a ingressar a la Reial Societat Arqueològica Tarraconense, i més endavant a la Universitat de Barcelona, on decideix cursar l'especialitat d'història medieval. Deixeble del reconegut professor Emilio Sáez, catedràtic del Departament d'Història Medieval i director de la Institució Milà i Fontanals del Consell Superior d'Investigacions Científiques, s'incorpora a un projecte de recerca per a la publicació del Diplomatario del Cardenal Albornoz. Becat per l'Escola Espanyola d'Història i Arqueologia a Roma, s'incorpora a la capital italiana el 1967, amb una estada de cinc anys.
Entre els anys 1972 i 1976 alterna la docència, la recerca i la publicació dels seus treballs d'investigació. Ingressa com a professor ajudant a la Universitat de Barcelona. El Centro Nazionale delle Richerche li concedeix una beca per treballar als arxius de Sardenya, Roma i Bolonya on realitza diverses investigacions científiques en el camp de la paleografia i la diplomàtica.
L'any 1978 obté la plaça de professor adjunt de paleografia i diplomàtica a la Universitat de València. La seva tasca de docència era compaginada amb la seva tasca de recerca. A l'Arxiu de la Corona d'Aragó treballa amb les fonts per a l'estudi de la Cancelleria Reial Catalano-Aragonesa. Tingué una estreta vinculació amb la Institució Milà i Fontanals del Consell Superior d'Investigacions Científiques (CSIC) amb un intens treball d'investigació a Barcelona. L'any 1983 fou nomenat catedràtic de la Universitat de València, on dirigí diverses tesines de llicenciatura i tesis doctorals. També s'ocupà de programació de la Unitat de Paleografia i Diplomàtica per a la Universitat Espanyola a Distància (1977) des de la Presidència de la Societat Espanyola de Professors de Paleografia i Diplomàtica.
Més enllà dels límits de la universitat i la investigació, Trenchs, inspirat en altres models europeus, intenta construir un centre d'estudis que organitzés activitats complementàries a les docents. Així, a partir del 1982 col·labora en l'organització dels Cursos d'Estudis Universitaris de Castelló-Benassal, a la vila de Benasal, sobre temes d'arxivística, paleografia i diplomàtica. Aquests cursos aconseguiran mantenir-se vius durant sis edicions, amb Josep Trenchs com a ànima i organitzador principal que va poder encarregar reconeguts investigadors, com Giulio Battelli, Robert-Henri Bautier, Armando Petrucci, Guglielmo Cavallo, Manuel C. Diaz y Díaz, Francisco Javier Fernández Nieto o Carlrichard Brühl, la seva coordinació. S'ocupà també de la coordinació del VII Congrés Internacional de Diplomàtica de València l'any 1986.
L'any 1988, se li manifestaren els primers símptomes d'un càncer limfàtic. Continuà amb tots els treballs i projectes que tenia en marxa i publicà en un breu període, entre 1988 i 1991, un gran nombre de treballs d'investigació. Encara va arribar a ser l'ànima del XIV Congrés d'Historia de la Corona d'Aragó celebrat a la Universitat de Sassari el maig de 1990. Quan ja la malaltia era força avançada i entreveia el seu final, Josep Trenchs entregà una còpia de l'original de la darrera obra, en la qual estava treballant en aquells moments, a Maria Teresa Ferrer i Mallol, per tal que fos publicada després de la seva mort.

## Publicacions

### Col·laboracions en obres col·lectives[12]
- (1969) La archidiócesis de Tarragona y la peste negra: los cargos de la catedral[13]
- (1973) Las tasas apostólicas y el "gratis" en la primera mitad del siglo XIV[14]
- (1978) El fiscalismo pontificio en León (1300-1362)[15]
- (1979) Jaume Sarroca y la escribanía de Jaime I[16]
- (1979) Notas para una tipología documental de Jaime I[17]
- (1988) Burriel y los documentos del cabildo toledano de Alfonso VI[18]
- (1989) La Iglesia palentina en la primera mitad del siglo XIV a través de los registros pontificios: pontificado de Juan XXII (1316-1334)[19]
- (1991) La nobleza valenciana a través de las convocatorias a Cortes (siglos XV-XVI)[20]
- (1991) Sellos, selladores y matriceros de Pedro III el Grande[21]
- (1992) Scala Dei i Lleida: unes cases del monestir a la Suda (1349)[22]
- (1992) La rima leonina y las suscripciones documentales catalanas (siglos XI-XIII)[23]
- (1992) Un recuerdo, nostalgico[24]
- (1993) Libri, letture, insegnamento e biblioteche nella Corona d'Aragona (secoli XIII-XV). Approccio agli studi[25]
- (1995) Encuadernadores y libreros de la Casa Real (1335-1386)[26]
- (1995) El peix a la taula de la princesa Mata d'Armanyac: els capritxos i gustos d'una infanta[27]

### Llibres[12]
- (1976) La toponimia i onomástica d'Eller, al Pirineu lleidata, segons un cadastre de 1716[28]
- (1984) Documentos pontificios sobre Cerdeña de la época de Alfonso el Benigno (1327-1336)[29]
- (1988) Folia Stuttgartensia[30]
- (1989) La Paleografía y la Diplomática en España (siglo XX)[31]